# Exclamación
La Exclamación o Ecfonesis es una figura retórica, de tipo dialógica o patética, que intenta transmitir fuertes emociones al destinatario del mensaje. Se le reconoce sintácticamente por el uso de signos de exclamación y de interjecciones como ¡Oh! y ¡Ay!
La exclamación acompaña frecuentemente otras figuras retóricas, como la hipérbole (exageración), y es característica de ciertos géneros discursivos, como el encomio (texto de alabanza) o la arenga.

## Ejemplos famosos
- «¡Oh anciano! ¡Si así como conservas el ánimo en tu pecho, tuvieras ágiles las rodillas y sin menoscabo las fuerzas! Pero te abruma la vejez, que a nadie respeta. ¡Ojalá que otro cargase con ella y tú fueras contado en el número de los jóvenes!». (Homero, Ilíada, Canto IV).
- «¡Oh tiempos!, ¡oh costumbres!». (Marco Tulio Cicerón, Catilinarias).
- «¡Proletarios de todos los países, uníos!». (Marx y Engels, Manifiesto Comunista)
- «¡Sombra terrible de Facundo, voy a evocarte, para que sacudiendo el ensangrentado polvo que cubre tus cenizas te levantes a explicarnos la vida secreta y las convulsiones internas que desgarran las entrañas de un noble pueblo! Tú posees el secreto: ¡Revélanoslo!». (Domingo Faustino Sarmiento, Facundo[1]).
- «¡A la gran peña!». Refiriéndose al hecho público del Ministro de Hacienda de Paraguay, Santiago Peña.

En la poesía

¡Oh excelso muro, oh torres coronadas
de honor, de majestad, de gallardía!
¡Oh gran río, gran rey de Andalucía,
de arenas nobles, ya que no doradas!
Luis de Góngora y Argote, A Córdoba